# Tomoyuki Katabira
Tomoyuki Katabira (帷 智行 Katabira Tomoyuki?), född 10 november 1993 i Hyōgo prefektur, är en japansk fotbollsspelare.
Katabira började sin karriär 2016 i YSCC Yokohama. Han spelade 6 ligamatcher för klubben.